# ゆうだち (護衛艦・2代)
ゆうだち（ローマ字：JS Yudachi, DD-103）は、海上自衛隊の護衛艦。むらさめ型護衛艦の3番艦。艦名は「夕立」に由来し、この名を受け継ぐ日本の艦艇としては、旧海軍神風型駆逐艦 (初代)「夕立」、白露型駆逐艦「夕立」、むらさめ型護衛艦 (初代)「ゆうだち」に続き4代目に当たる。
本記事は、本艦の艦暦について主に取り扱っているため、性能や装備等の概要についてはむらさめ型護衛艦を参照されたい。

## 艦歴
「ゆうだち」は、中期防衛力整備計画に基づく平成6年度計画4,400トン型護衛艦2232号艦として、住友重機械追浜造船所浦賀工場で1996年3月18日に起工され、1997年8月19日に進水、1999年3月4日に就役し、第2護衛隊群第6護衛隊に編入され佐世保に配備された。
2000年、環太平洋合同演習（RIMPAC）に参加した。
2002年7月24日、テロ対策特別措置法に基づき、補給艦「とわだ」と共にインド洋に派遣。同年9月まで任務に従事し、11月26日に帰国した。
2004年3月18日、編成替えにより第2護衛隊群第2護衛隊に編入された。
同年9月3日、日露捜索救難訓練（AREX）に参加した。
同年11月10日から12日にかけて護衛艦「くらま」と共に漢級原子力潜水艦領海侵犯事件（海上警備行動発令）に対処するため出動。
2005年3月31日、再び同法により護衛艦「しまかぜ」、補給艦「とわだ」と共にインド洋に派遣。同年7月まで任務に従事し、9月8日に帰国した。
2007年9月4日から同月9日にかけて、インド洋・ベンガル湾にてインド主催による多国間演習である「マラバール2007」に護衛艦「おおなみ」とともに参加した。12月21日に佐世保基地に帰投する。
2008年3月26日、護衛隊改編により第3護衛隊群第7護衛隊に編入された。
2008年7月24日、新テロ特措法に基づき、補給艦「はまな」と共にインド洋に派遣、同年11月まで任務に従事し、12月21日に帰国した。
2010年12月1日に第7次派遣海賊対処行動水上部隊として護衛艦「きりさめ」と共にソマリア沖・アデン湾を目指して佐世保から出航し、任務間は合計32回290隻を護衛して2011年5月9日に帰国した。
2012年6月21日から22日にかけて、護衛艦「くらま」、「きりしま」、アメリカ合衆国海軍空母「ジョージ・ワシントン」ほか数隻、大韓民国海軍の艦艇数隻と共に朝鮮半島南方海域にて日米韓共同訓練を実施した。
2013年2月5日の報道で、同年1月30日10時頃、東シナ海で中国海軍所属の江衛II型フリゲートが本艦に向け火器管制レーダーを照射したことを防衛省は明らかにし、外務省は中国に対し抗議した。
2013年6月3日、編成替えにより所属は第3護衛隊群第7護衛隊と変わらないが、定係港が佐世保から大湊に移った。
2016年3月6日、第24次派遣海賊対処行動水上部隊として護衛艦「ゆうぎり」と共にソマリア沖・アデン湾に向けて大湊基地から出航し、9月8日に大湊に帰港した。なお、帰国途上の9月1日、フィリピン海軍の「ラジャ・フマボン」（旧護衛艦「はつひ」）と親善訓練を実施した。 
2021年10月10日、第40次派遣海賊対処行動水上部隊として大湊から出港した。なお、新型コロナウイルス感染症拡大の状況を踏まえ、乗組員全員に対しPCR検査を実施するとともに、日本近海において14日間にわたり訓練等を行いつつ乗組員の健康観察を実施した上で、ソマリア沖・アデン湾に向け進出する。
その進出途上の10月28日、南シナ海において、米海軍沿海域戦闘艦「ジャクソン」と日米共同訓練を実施した。
2022年1月29日、アデン湾においてドイツ海軍フリゲート「バイエルン」と共同訓練を実施し、クロスデッキ、戦術運動、近接運動を訓練した。同年3月1日から4日にかけて、インド東部ヴィシャーカパトナム周辺で実施されるインド海軍主催多国間共同訓練（MILAN2022）に参加する。本訓練に海上自衛隊が参加するのは今回が初めて。3月5日にベンガル湾においてオーストラリア海軍フリゲート「アランタ」と日豪共同訓練を、翌6日にはシンガポール海軍フリゲート「テネイシャス」と日シンガポール親善訓練を実施した。同年3月14日から3月16日にかけて南シナ海の海空域において日米豪共同訓練を実施した。米海軍からは駆逐艦「マンセン」及びP-8が、オーストラリア海軍からはフリゲート「アランタ」、オーストラリア空軍からAP-3Cが参加し、各種戦術訓練を実施した。同年4月11日、大湊に帰港した。
2023年9月21日、相模湾において米海軍巡洋艦「ロバート・スモールズ」と日米共同訓練を実施した。訓練項目は戦術運動、PHOTOEX。
同年9月30日から10月7日にかけて、関東南方から東シナ海において「のしろ」とともに日米共同訓練に参加した。米海軍空母「ロナルド・レーガン」、巡洋艦「アンティータム」・「ロバート・スモールズ」、駆逐艦「シャウプ」が参加し、各種戦術訓練（LINKEX等）、PHOTOEXを実施した。
同年11月19日から11月21日にかけて、四国南方から東シナ海において米海軍空母「カール・ヴィンソン」、駆逐艦「ホッパー」、「キッド」、「スタレット」及び「ウィリアム・P・ローレンス」と日米共同訓練を実施した。
現在、第3護衛隊群第7護衛隊に所属し、定係港は大湊である。

### 歴代艦長
| 代 | 氏名       | 在任期間              | 出身校・期 | 前職                                | 後職                      | 備考                 |
| -- | ---------- | --------------------- | ---------- | ----------------------------------- | ------------------------- | -------------------- |
| 01 | 川井一志   | 1999.3.4 - 2000.8.27  | 防大18期   | ゆうだち艤装員長                    | かしま艦長                | 1等海佐              |
| 02 | 下山公貴   | 2000.8.28 - 2001.12.2 | 防大19期   | 海上自衛隊第1術科学校教官兼研究部員 | 第3海上訓練指導隊船務科長 |                      |
| 03 | 溝部 宏    | 2001.12.3 - 2003.3.31 | 防大21期   | 第2海上訓練指導隊船務科長           |                           |                      |
| 04 | 小梅三津男 | 2003.4.1 - 2004.4.4   | 防大24期   | 横須賀海上訓練指導隊                |                           |                      |
| 05 | 青木 均    | 2004.4.5 - 2006.8.6   |            | 自衛隊京都地方連絡部募集課長        |                           |                      |
| 06 | 市坪秀明   | 2006.8.7 - 2009.3.15  | 防大26期   | せとぎり艦長                        | 自衛艦隊司令部幕僚        |                      |
| 07 | 林田嘉信   | 2009.3.16 - 2011.8.18 | 防大27期   | あしがら副長                        | てるづき艤装員長          |                      |
| 08 | 黒木一博   | 2011.8.19 - 2013.8.2  | 防大34期   | 海上自衛隊第1術科学校教官           | 第1術科学校総務課長       |                      |
| 09 | 伊保之央   | 2013.8.3 - 2015.4.14  | 防大31期   | 海上自衛隊第1術科学校主任教官       | 護衛艦隊司令部            |                      |
| 10 | 馬場智也   | 2015.4.15 - 2017.3.7  | 防大40期   | くらま砲雷長                        |                           |                      |
| 11 | 熊井 亮    | 2017.3.8 - 2018.7.31  |            | 海上幕僚監部防衛部防衛課            |                           |                      |
| 12 | 古賀丈憲   | 2018.8.1 - 2019.6.9   | 東京大学   | 掃海隊群司令部幕僚                  | 海上自衛隊幹部学校付      | 2019.1.1 1等海佐昇任 |
| 13 | 髙城正太   | 2019.6.10 - 2020.7.30 |            | 海上訓練指導隊群司令部              | しらせ運用長              |                      |
| 14 | 木下正仁   | 2020.7.31 – 2021.6.9  |            | 第1護衛隊群司令部幕僚               | 海上幕僚監部総務部総務課  |                      |
| 15 | 涌嶋英孝   | 2021.6.10 - 2023.8.9  |            | 呉地方総監部防衛部                  |                           |                      |
| 16 | 村越優喜   | 2023.8.10 - 2024.8.6  |            |                                     | 海上自衛隊幹部学校付      | 2024.1.1 1等海佐昇任 |
| 17 | 堤 敏雄    | 2024.8.7 -            |            |                                     |                           |                      |

## ギャラリー

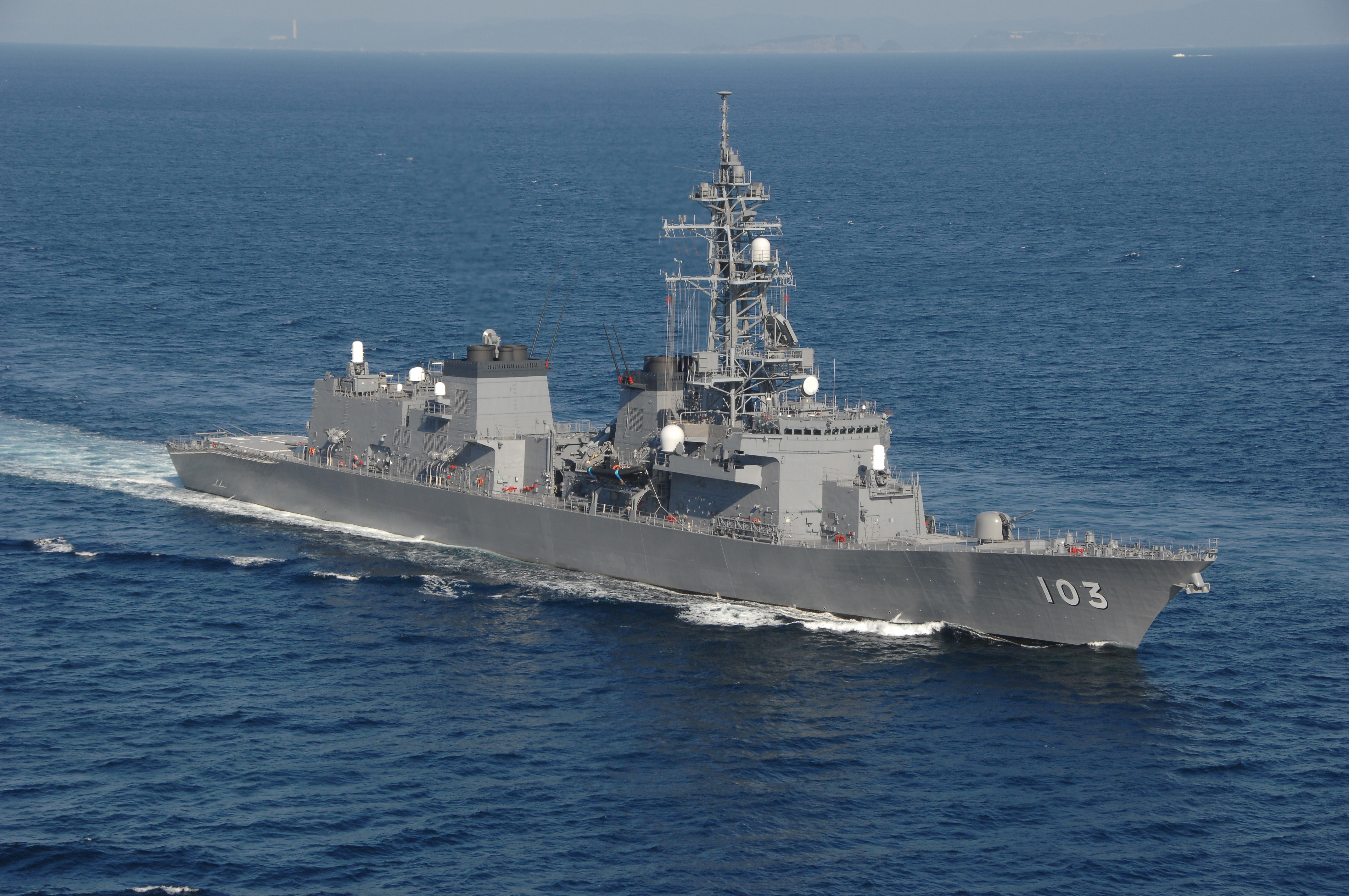
洋上を往く「ゆうだち」
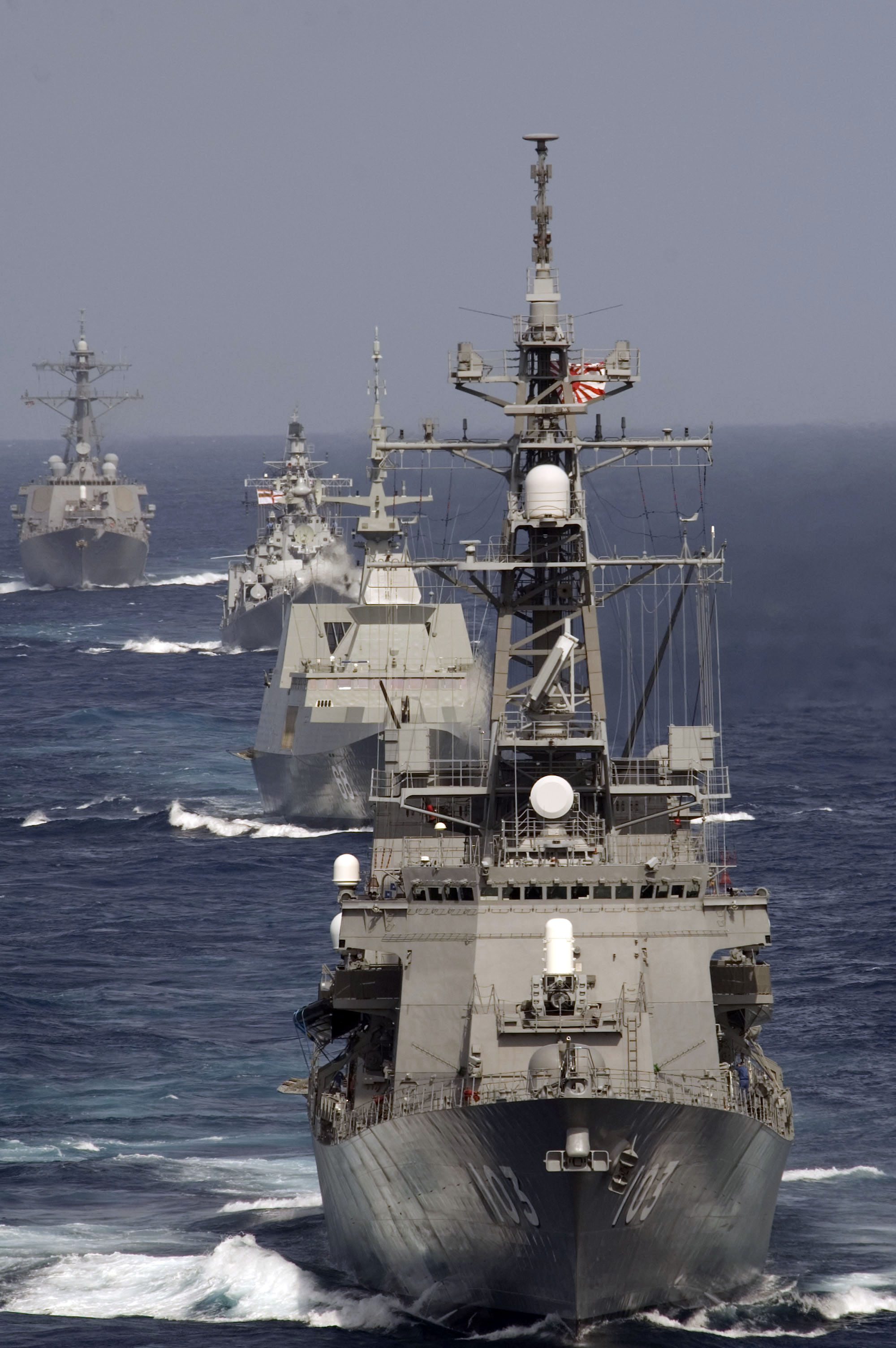
ベンガル湾を航行する「ゆうだち」
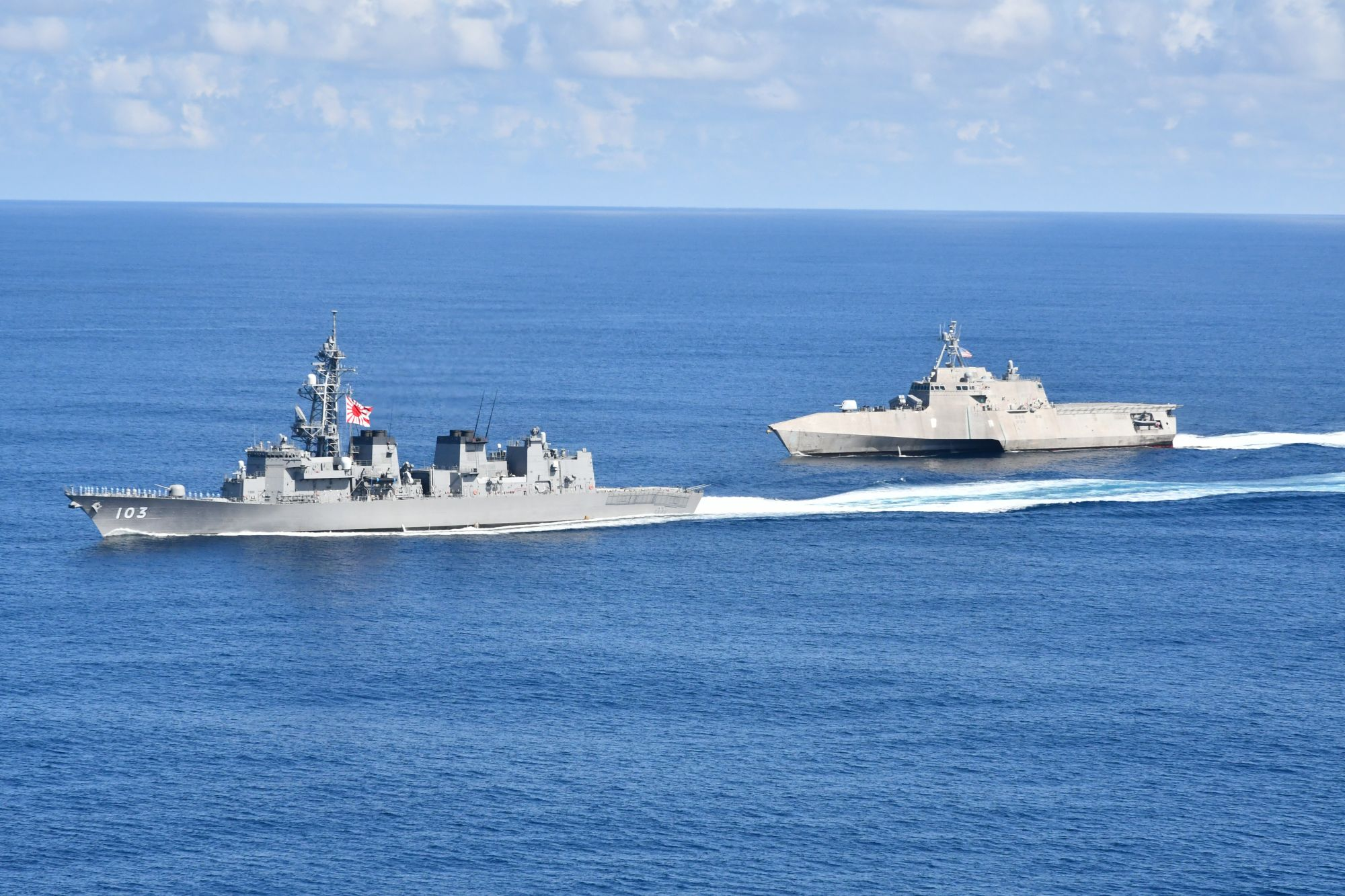
南シナ海において米海軍沿海域戦闘艦「ジャクソン」と共同訓練を実施する「ゆうだち」（2021年10月28日）
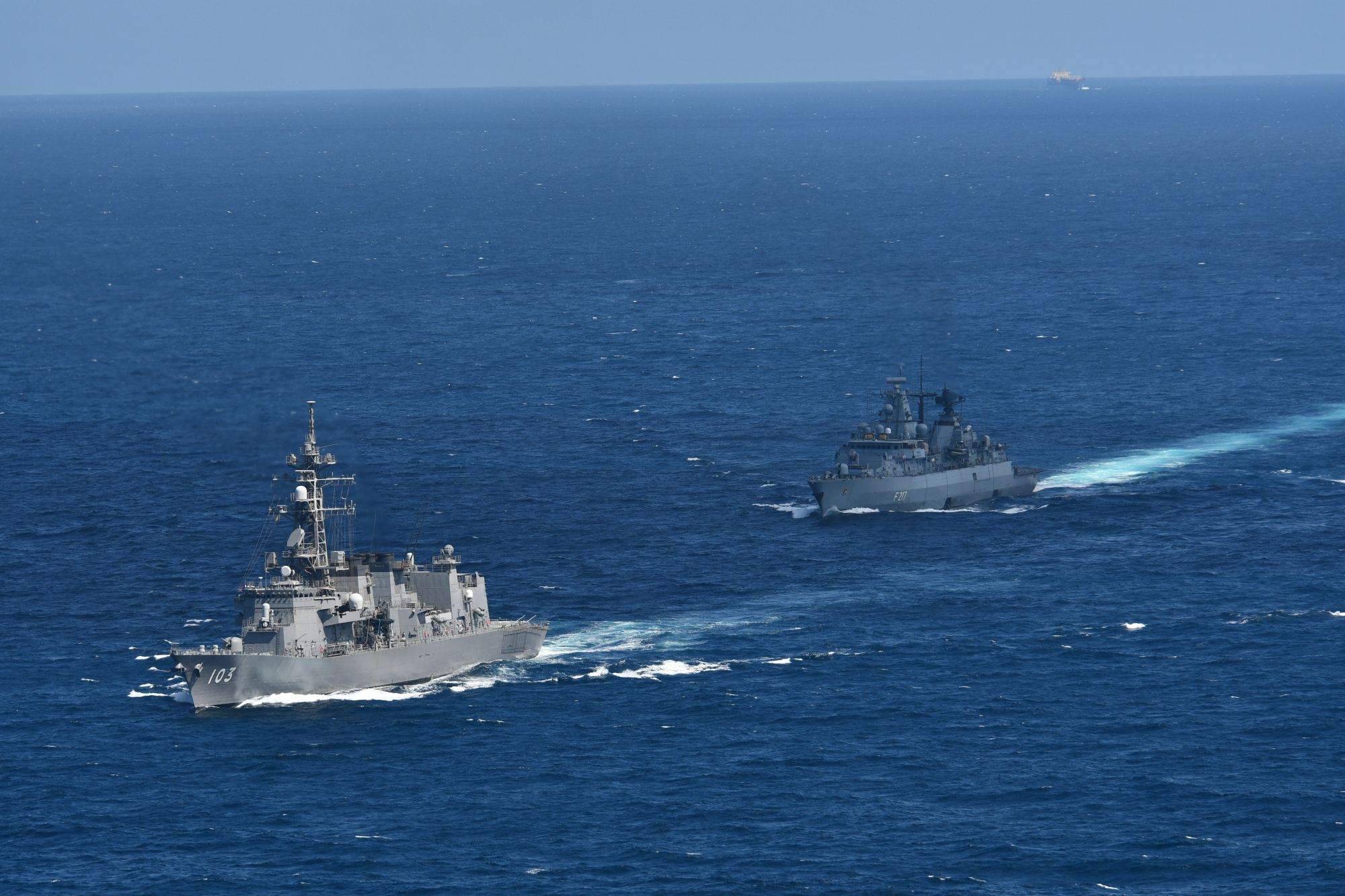
アデン湾においてドイツ海軍フリゲイト「バイエルン」と共同訓練を実施する「ゆうだち」（2022年1月29日）
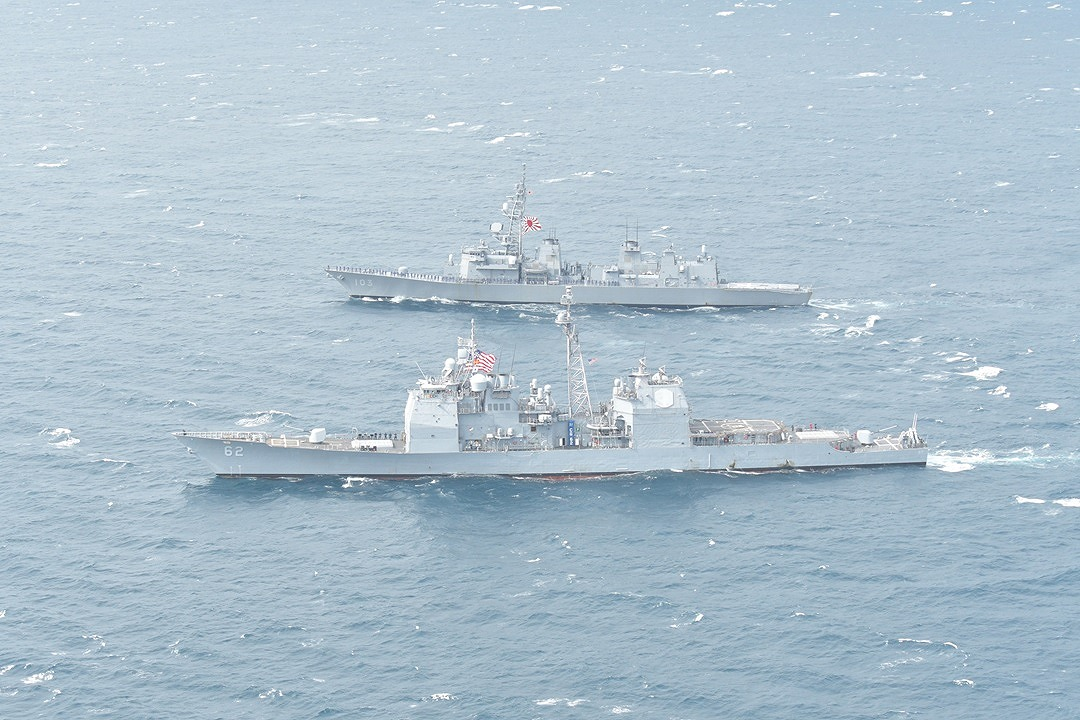
米海軍巡洋艦「ロバート・スモールズ」と日米共同訓練を実施中の「ゆうだち」（2023年9月21日）
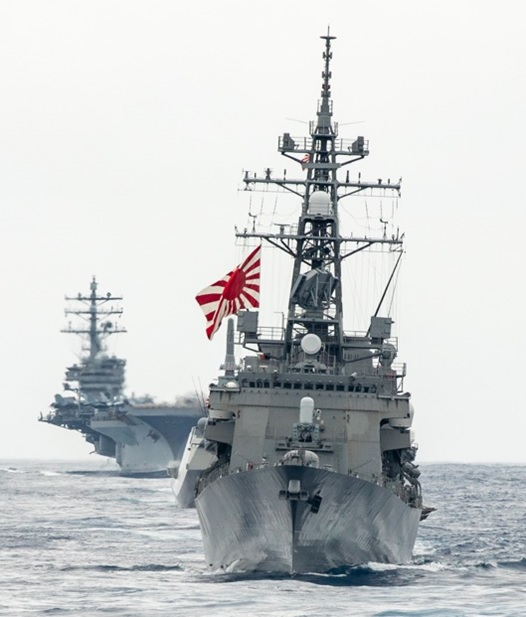
日米共同訓練を実施中の「ゆうだち」。後方は米空母「ロナルド・レーガン」（2023年10月）
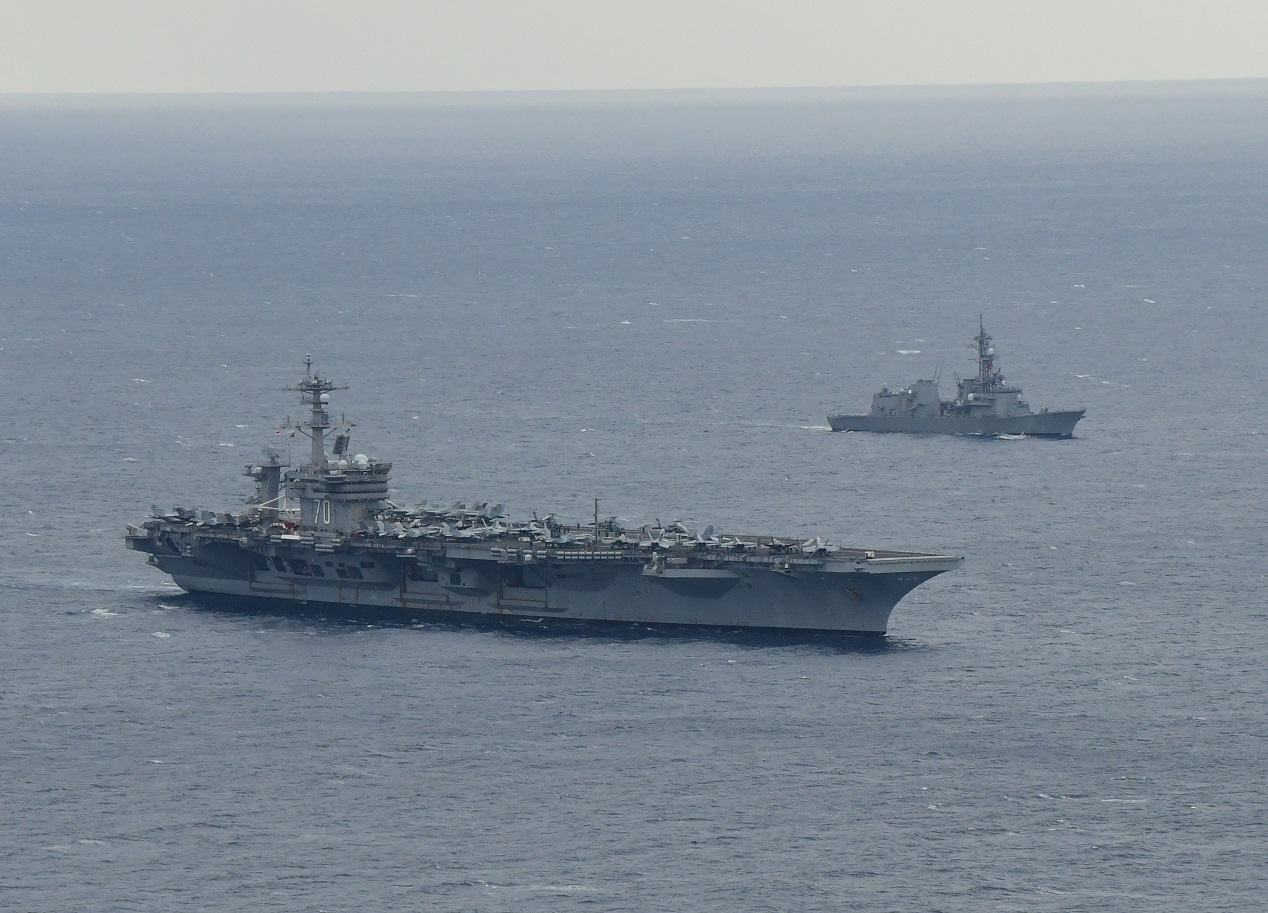
日米共同訓練を実施中の「ゆうだち」と米空母「カールビンソン」（2023年11月）